# Islandski lišaj
Islandski lišaj (lat. Cetraria islandica) je lišaj koji najviše raste u sjevernim zemljama, posebno na Islandu, na padinama s lavom i ravnicama zapadnog i sjevernog dijela otoka. Raste i u Walesu, sjevernoj Engleskoj, na jugozapadu Irske te u Sjevernoj Americi. Kod nas ga ima po planinama. Bljede je kestenjaste boje, no znatno varira, pa ima i sivobijelih primjeraka. Naraste do oko 10 cm visine. Raste na tlu ili kori živih stabala, ne podnosi zagađeni zrak. Ljekovit je, a može se i koristiti za jelo (iako je dosta gorak).
Postoji i jedna priznata podvrsta, Cetraria islandica subsp. antarctica Kärnefelt.

## Vanjske poveznice
- PFAF database Cetraria islandica  Arhivirana inačica izvorne stranice od 10. travnja 2012. (Wayback Machine)